# Tamir Bloom
Tamir Bloom (New York, 23 dicembre 1971) è uno schermidore statunitense.

## Palmarès
In carriera ha conseguito i seguenti risultati:
- Giochi Panamericani:

Mar del Plata 1995: argento nella spada a squadre ed individuale.